# 오이 (고구려)
오이(烏伊, ?~?)는 고구려의 장수이다.

## 생애
본래 부여 출신이었으나, 주몽이 부여왕자들에게 생명의 위협을 느끼고 부여를 탈출하자 마리(摩離), 협보(陜父)와 함께 주몽을 보좌했다.
유리왕 시절에는 마리와 함께 2만의 군대를 이끌고 양맥국(梁貊國)을 정복한 뒤 고구려현까지 공격하며 고구려 건국 초기의 기틀을 마련하는데 중요한 역할을 한 인물로 평가받는다.

## 가계
- 아버지 : 오씨(烏氏)
- 어머니 : 미상
  - 무신 : 오이(烏伊)

## 오이가 등장하는 작품
- 《주몽》(MBC, 2006년~2007년, 배우:여호민)